# Zwartstipvlinder
De zwartstipvlinder (Agrochola lota) is een nachtvlinder uit de familie Noctuidae, de uilen. De voorvleugellengte bedraagt tussen de 15 en 18 millimeter. De soort komt verspreid over Europa voor. Hij overwintert als ei.

## Waardplanten
De zwartstipvlinder heeft als waardplanten els, wilg en populier.

## Voorkomen in Nederland en België
De zwartstipvlinder is in Nederland en België een algemene soort, die verspreid over het hele gebied kan worden gezien. De vlinder kent één generatie, die vliegt van eind augustus tot halverwege november.

## Afbeeldingen

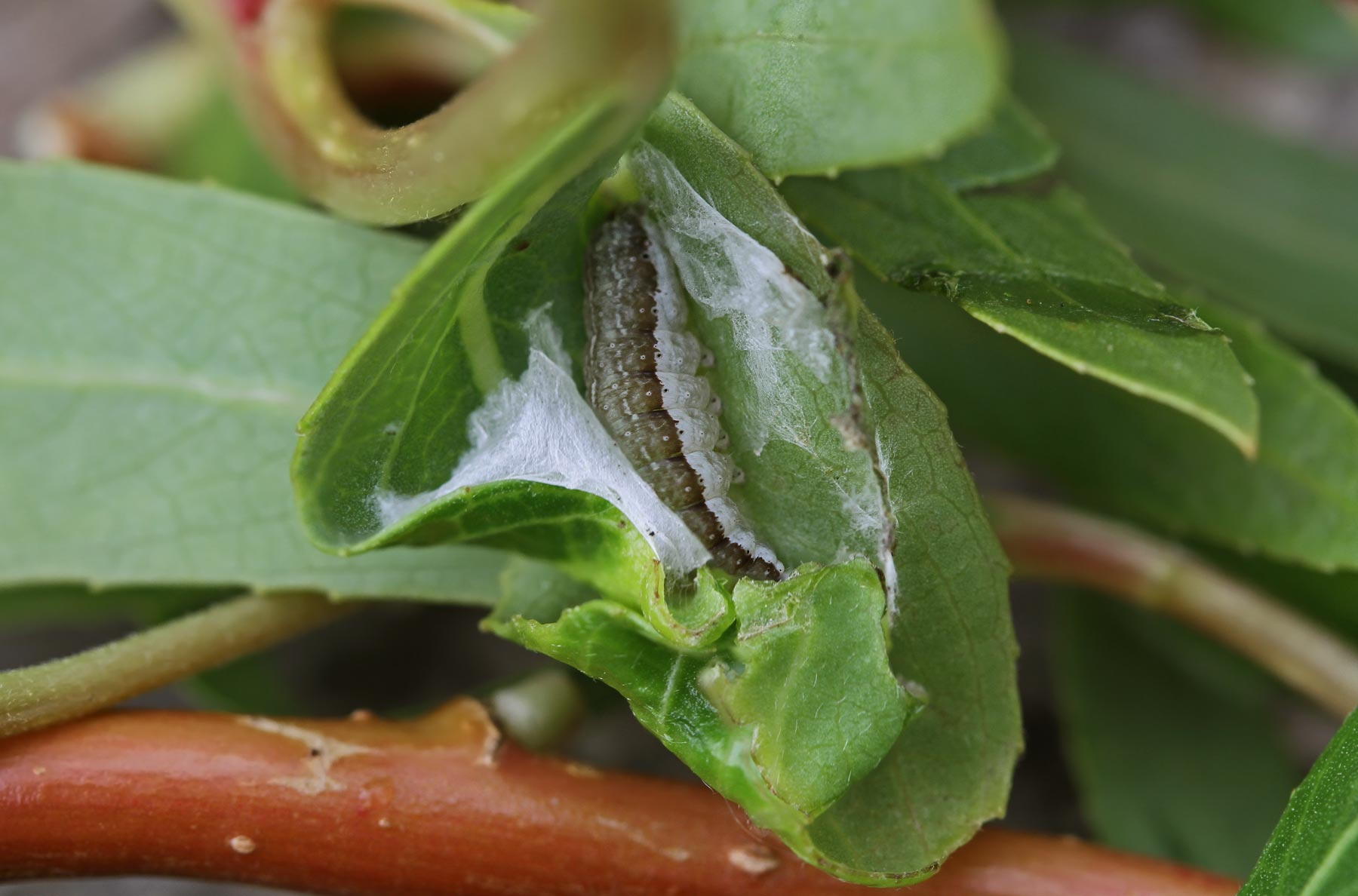
Overdag verbergt de jonge rups zich tussen samengesponnen bladeren...
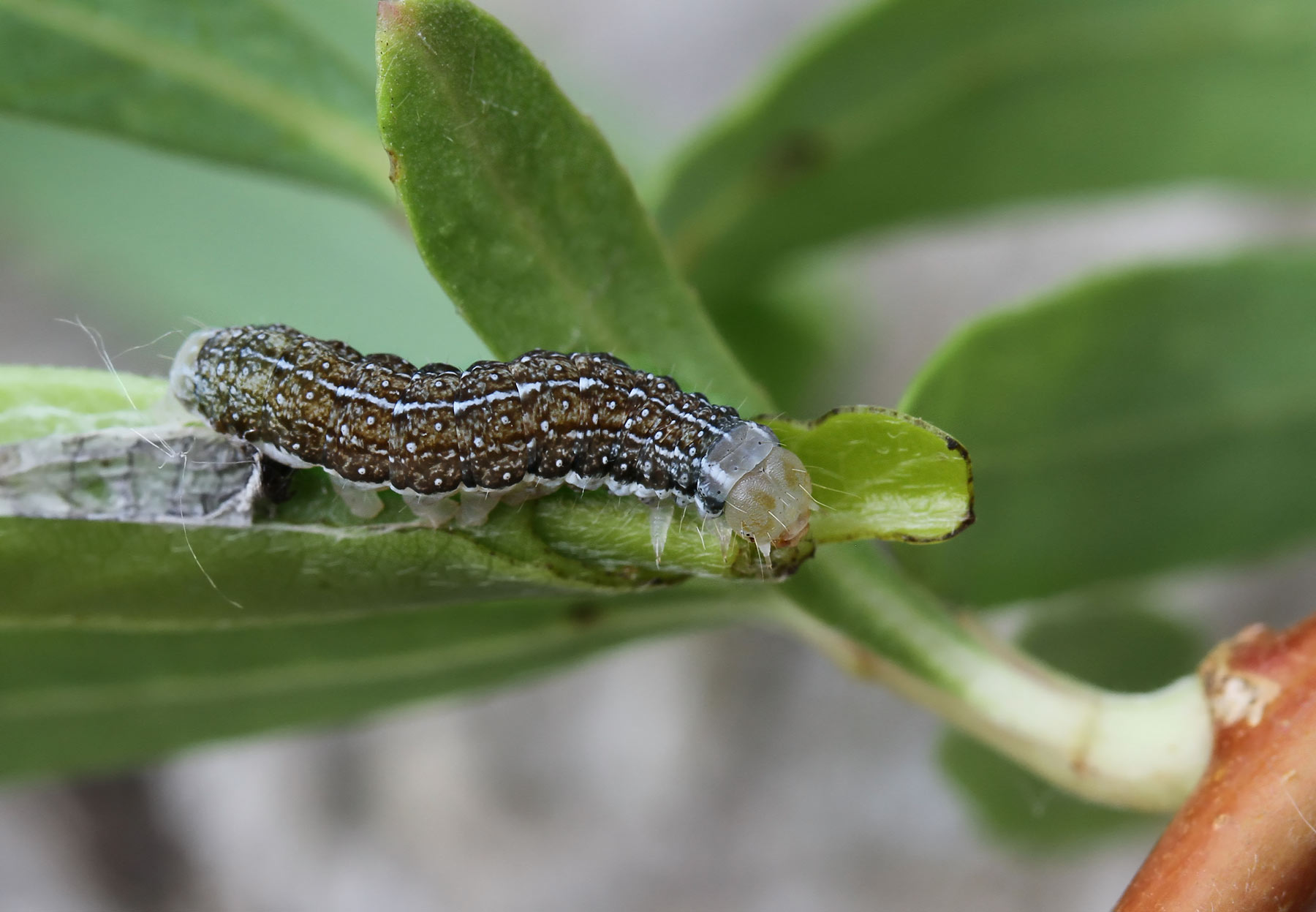
...om 's nachts weer te gaan foerageren.
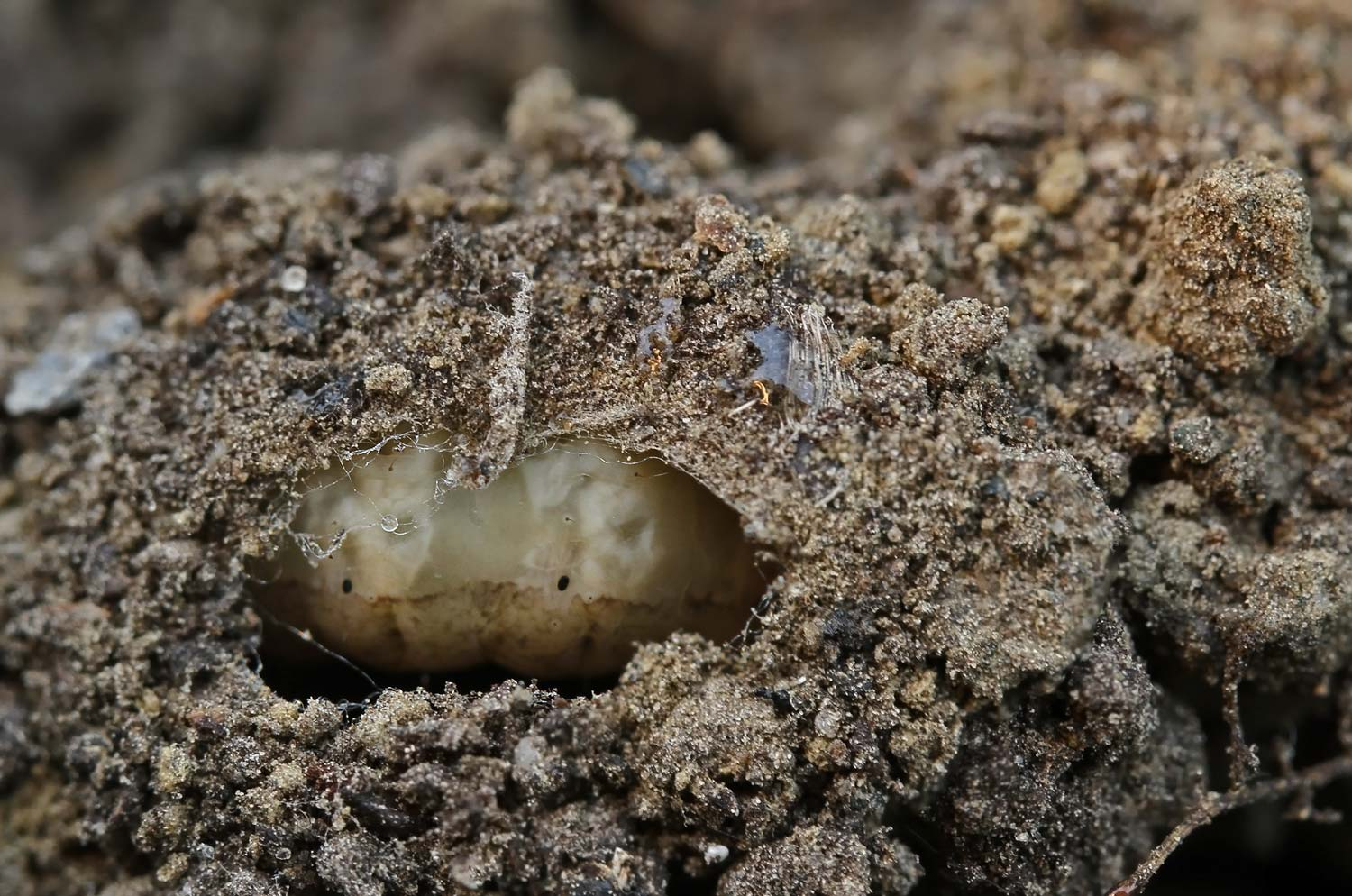
Cocon met pop (of verpoppende rups)
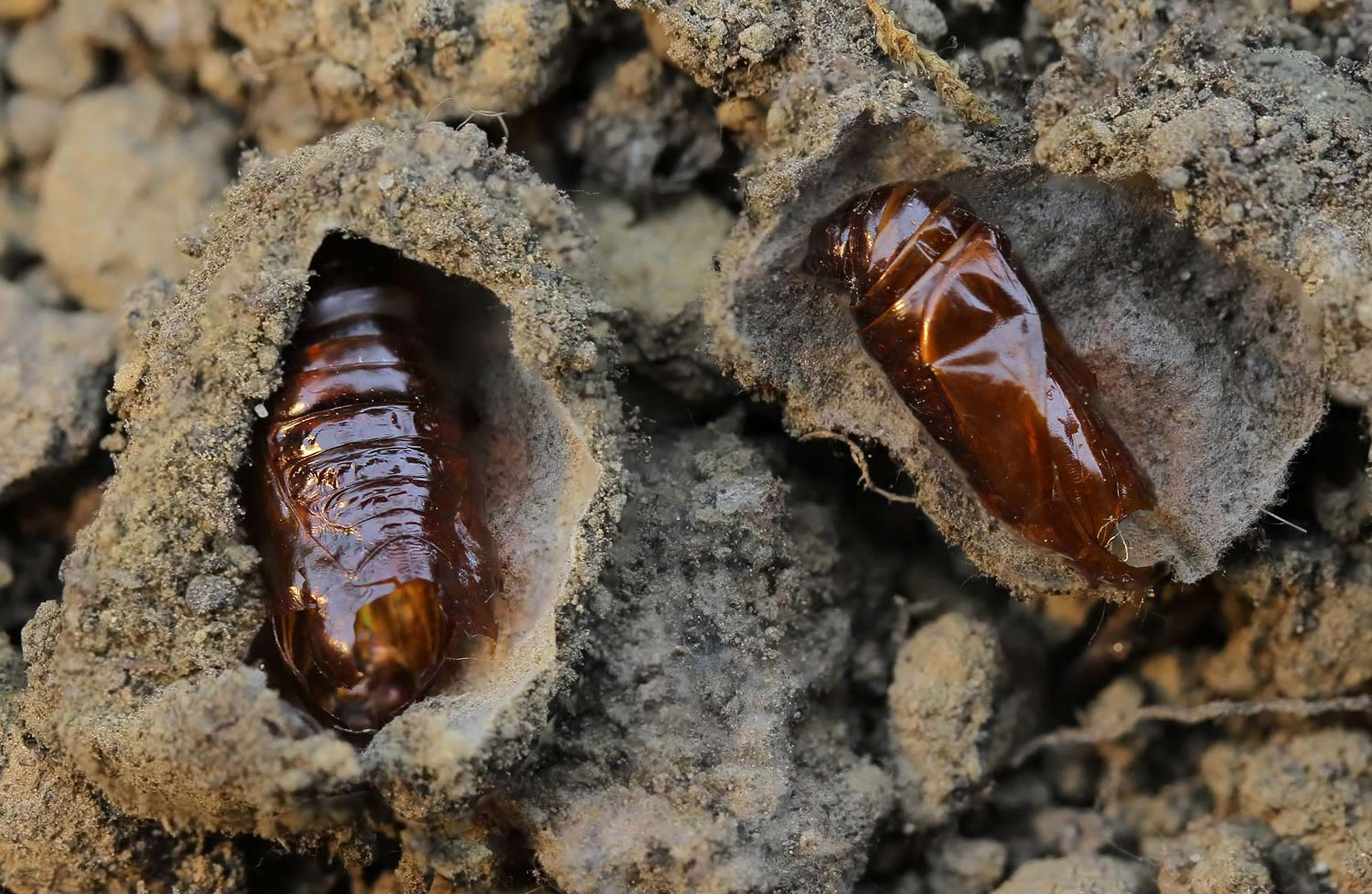
Cocons met uitgekomen poppen